# شهاب اسفل (روستا)
 شهاب اسفل  به عربی ( شهاب الأسفَل )، روستایی است در دهستان بَنی مطر  از توابع استان   استان صَنعاء   در کشور یمن در شبه جزیره عربستان.

## جمعیت
جمعیت آن (۷۵ ) نفر (۸ خانوار) می‌باشد.